# Palazzo Cellammare

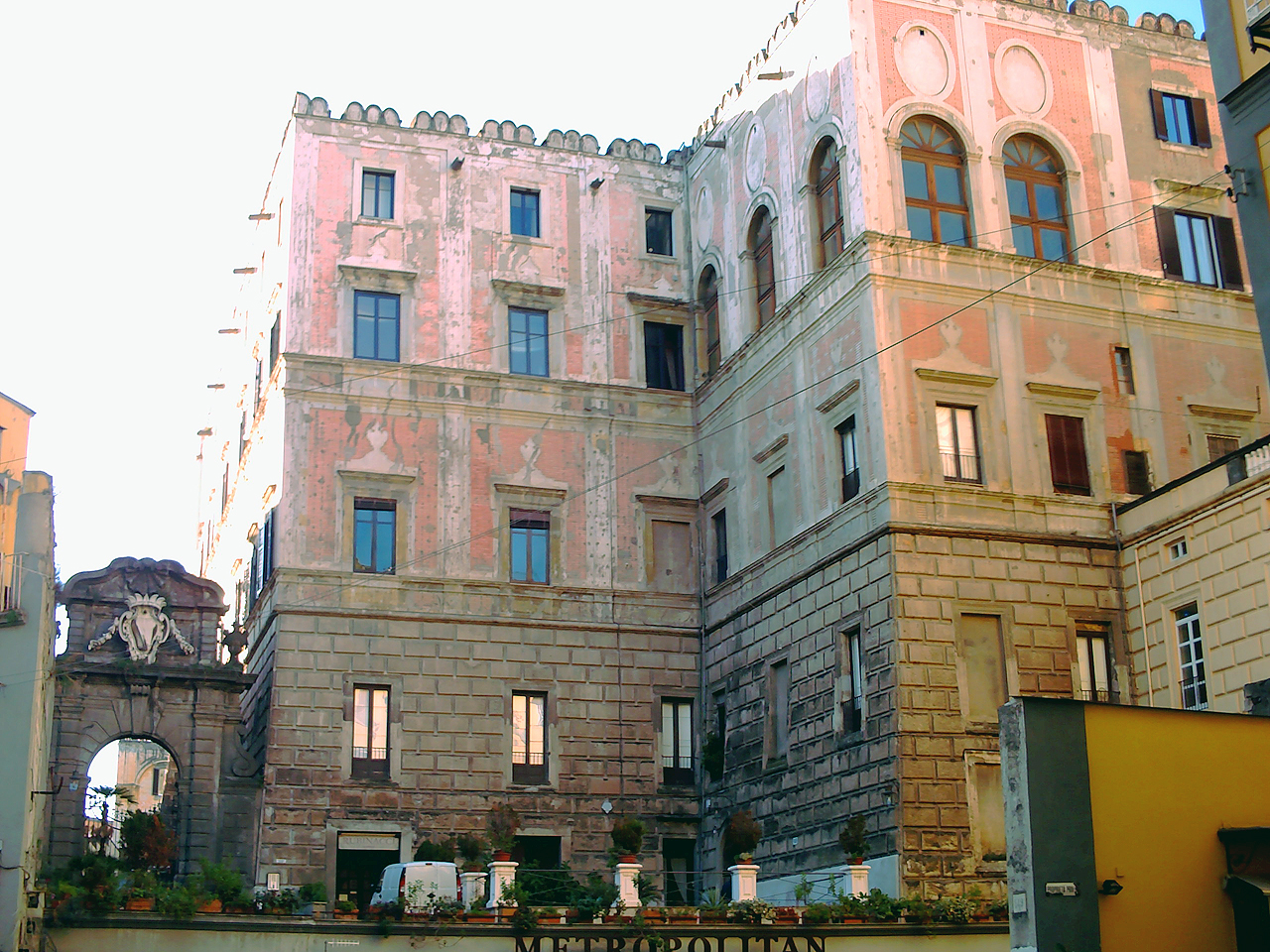
Fachada do Palazzo Cellammare.

O Palazzo Cellammare, ou Cellamare, é um antigo palácio nobre localizado na intersecção entre a Via Chiaia e a Via Filangieri, em Nápoles, na Itália.

## História
A fundação do palácio remonta ao princípio do século XVI, tendo sido construído por vontade de Giovanni Francesco Carafa, abade de Sant' Angelo di Atella.
No século XVII foi atacado pelo povo durante a revolta de Masaniello e em 1656 tornou-se num lazareto durante a epidemia de peste.
No século XVIII foi adquirido pelo duque genovês Antonio Giudice di Cellamare. No século XX viveu neste edifício o grande matemático Renato Caccioppoli, o qual se suicidou em 1959.

## Arquitectura e arte

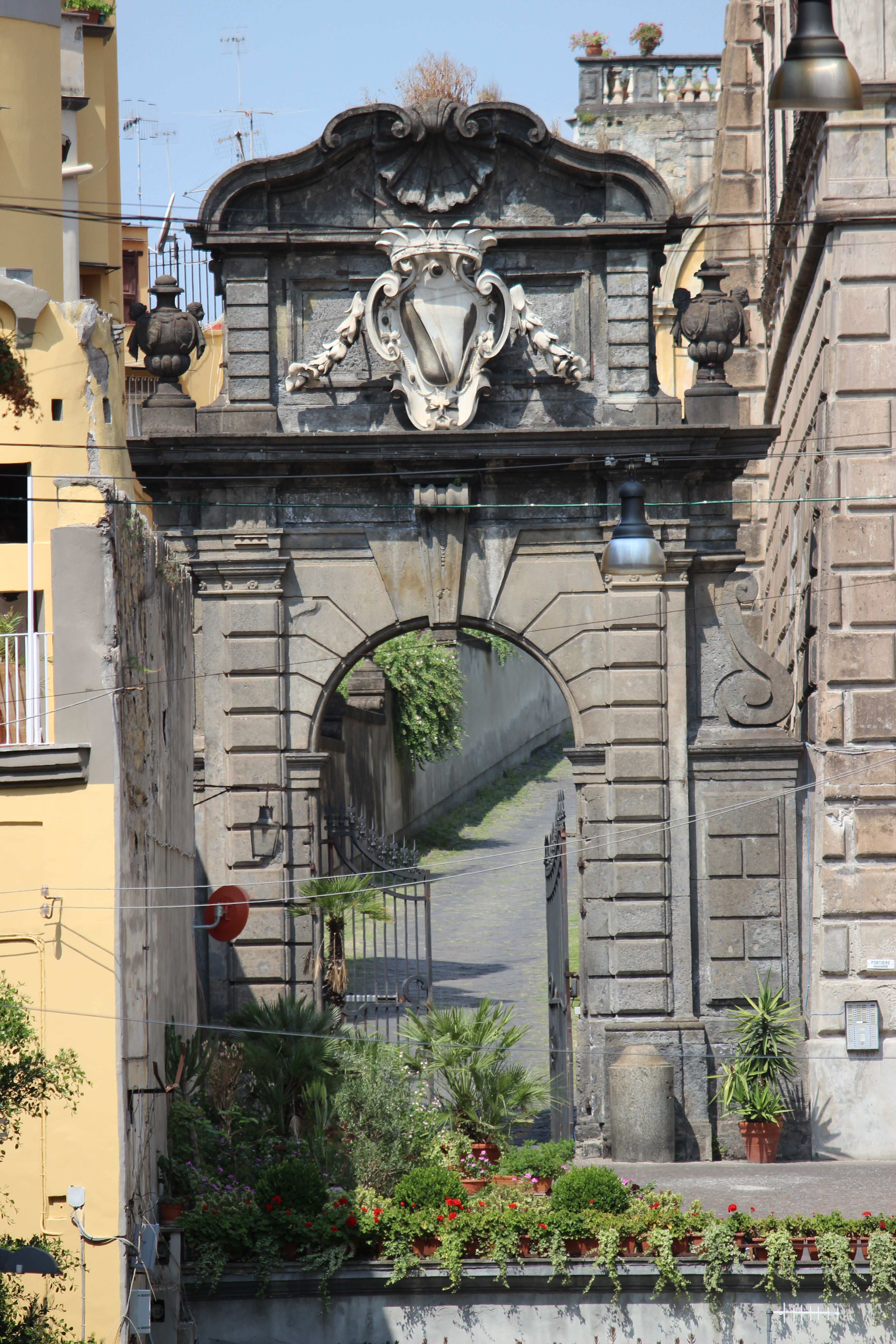
Nápoles. Palazzo Cellamare

Na Via Chiaia aparece como um palácio fortificado com o mezzanino em declíve no colmeado liso; o portal de entrada consiste num arco em estilo barroco, enquanto a fachada virada para a Via Filagieri é cdoncebida como um prospecto dum palácio aristocrático do século XVIII. 
De notável beleza é a capela do Carmelo realizada por Ferdinando Fuga em 1726.
Os salões foram afrescados por pintores locais, como Giacomo del Po, Pietro Bardellino, Giacinto Diano e Fedele Fischetti.

## Curiosidades
No palácio estiveram hospedados Giacomo Casanova (que o cita no seu livro chamado "Memorie"), Angelica Kauffmann, o pintor Filipp Hackert e Goethe (em 1787).